# Chuxiongosaurus
Chuxiongosaurus là một chi khủng long, được Lü Kobayashi Li T. G. & Zhong mô tả khoa học năm 2010.